# Aceite de pescado

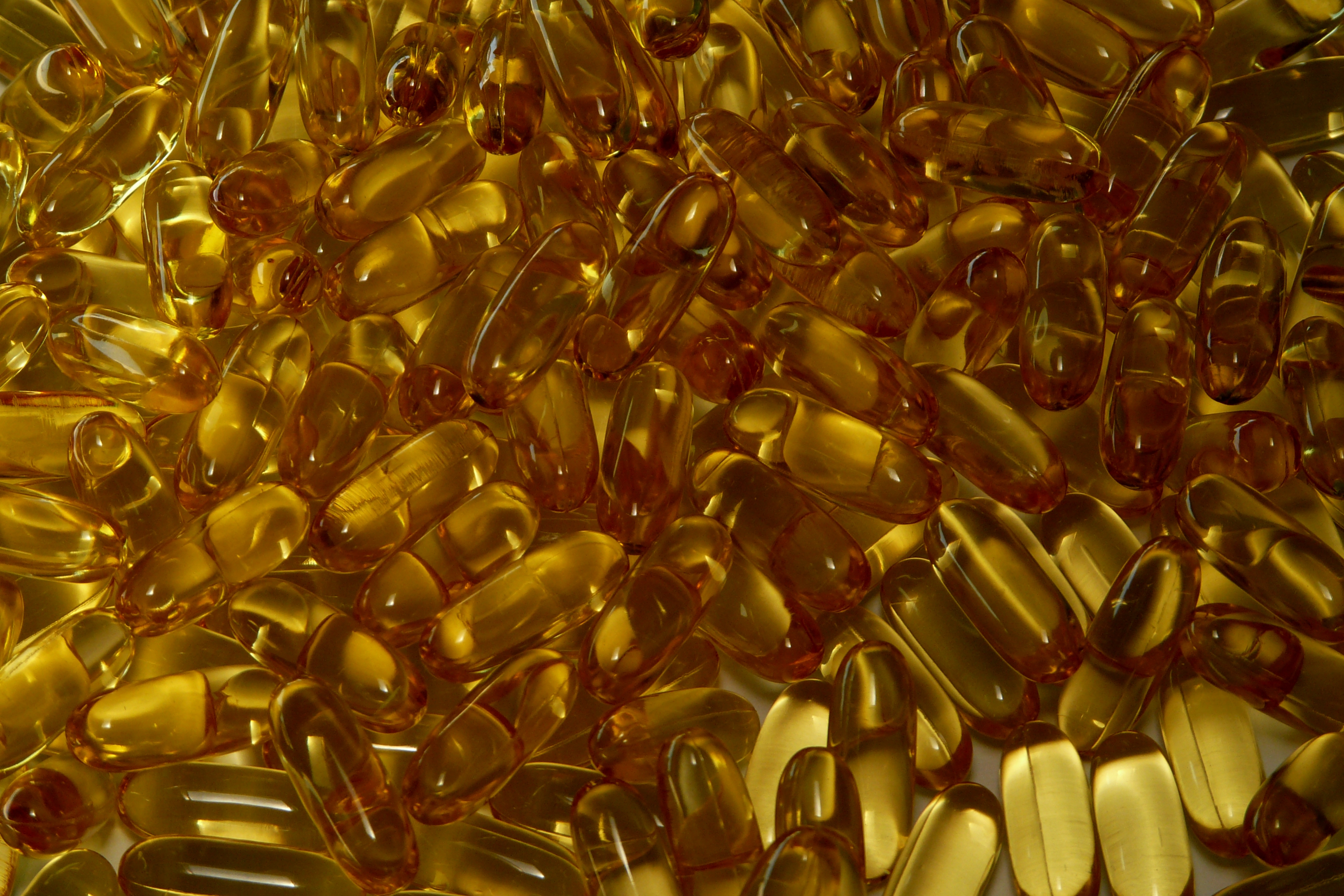
Una pila de cápsulas de gelatina que contienen aceite de pescado alto en ácidos grasos omega-3.

Los aceites de pescado son aceites obtenidos a partir de los tejidos de algunas especies de peces. Para la alimentación humana se pueden obtener ya sea comiendo pescado o tomando suplementos. 
Los pescados que son especialmente ricos en los aceites que son beneficiosos para el organismo y son conocidos con el nombre de ácidos grasos omega-3 incluyen a la macarela o caballa, el atún, el salmón, el esturión, el mújol, la anchoa, las anchovetas, las sardinas, el arenque, la trucha y el menhaden. Proporcionan alrededor de 1 gramo de ácidos grasos omega-3 en 100 gramos de pescado.